# Jan Plachý
Jan Plachý (* 7. května 1998) je český fotbalový brankář, od roku 2016 působící v FK Teplice.

## Klubová kariéra
Plachý je odchovancem FK Teplice, dne 1. ledna 2016 byl poprvé povolán do A-mužstva. Dne 28.4.2016 podepsal profesionální smlouvu. Před sezónou 2017/2018 se přesunul na hostování do FK Litoměřicko. Tam působil sezónu a půl, než se vrátil zpět do FK Teplice. Tam ovšem zůstal jen půl roku a putoval na další hostování. Sezónu 2019/20 strávil na hostování FK Ústí nad Labem, kde ovšem odchytal pouze 7 soutěžních utkání. Před sezónou 2020/21 se vrátil zpět do Teplic.

## Reprezentační kariéra
Jan Plachý reprezentoval Českou republiku v mládežnických kategoriích U18 a U19. Za výběr do 18 let odchytal dvě utkání, za U19 stihl zápasů pět.